# Savanes
Savanes é uma das 19 regiões da Costa do Marfim.

## Dados
Capital: Korhogo
Área: 40 323 km²
População: 1 215 100 hab. (2002)

## Departamentos
A região de Savanes está dividida em quatro departamentos:
- Boundiali
- Ferkessédougou
- Korhogo
- Tengréla